# Canalipalpata
Canalipalpata är en ordning I klassen havsborstmaskar. Dessa engelska namn, bristle-footed annelids, betyder borstfotade ringmaskar. Arter inkluderar Swima bombiviridis, i familjen Acrocirridae.

## Taxonomi
Ordning Canalipalpata
- Underordning Sabellida
  - Familj Oweniidae
  - Familj Sabellariidae
  - Familj Sabellidae
  - Familj Serpulidae
  - Familj Siboglinidae
  - Familj Spirorbidae
- Underordning Spionida
  - Familj Apistobranchidae
  - Familj Chaetopteridae
  - Familj Longosomatidae
  - familj Magelonidae
  - Familj Poecilochaetidae
  - Familj Spionidae
  - Familj Trochochaetidae
  - Familj Uncispionidae
- UnderordningTerebellida
  - Familj Acrocirridae
  - Familj Alvinellidae
  - Familj Ampharetidae
  - Familj Cirratulidae
  - Familj Ctenodrilidae
  - Familj Fauveliopsidae
  - familj Flabelligeridae
  - Familj Flotidae
  - Familj Pectinariidae
  - Familj Poeobiidae
  - Familj Sternaspidae
  - Familj Terebellidae
  - Familj Trichobranchidae
- Incertae sedis
  - Familj Polygordiidae
  - Familj Protodrilidae
  - Familj Protodriloididae
  - Familj Saccocirridae